# Jagrovac
Jagrovac – wieś w Chorwacji, w żupanii karlowackiej, w gminie Vojnić. W 2011 roku liczyła 44 mieszkańców.